# Сепаратизам у Србији
Сепаратизам у Србији се односи на наредне побројане области у којима делују сепаратистичке организације или које су насељене народима које теже одвајању од званичне Републике Србије.
| Област | Мапа |
| Самопроглашена држава |      |
| Република Косово · (Аутономна Покрајина · Косово и Метохија) Заговорници: · Субјекти који су признали тзв. · Републику Косово као независну државу                                                                                            |      |
| Политички термини |      |
| Прешевска долина (Јужна и источна Србија) Заговорници: Партија за демократско деловање |      |
| Аутономија Санџака · (Шумадија и западна Србија) Заговорници: · Странка демократске акције Санџака, · Странка правде и помирења |      |
| Мађарска регионална самоуправа · (Аутономна Покрајина Војводина) Заговорници: · Демократска заједница војвођанских Мађара, · Мађарска коалиција, · Грађански савез Мађара, · Омладински покрет 64 жупаније                                    |      |
| Република Војводина · (Аутономна Покрајина Војводина) Заговорници: · Лига социјалдемократа Војводине, · Заједно за Војводину, · Покрет Аутономија, · Удружење Војвођанси клуб, · Реформисти Војводине, · Демократски савез Хрвата у Војводини |      |